# Säffle FF
Säffle FF var en fotbollsförening från Säffle i Värmland, bildad 1953 och upplöst 2019 då den sammanslogs med SK Sifhälla till Säffle SK. Som högst spelade föreningen fem säsonger i tredje högsta divisionen.

## Historik
SFF avancerade efter säsongen 1960 till division IV (den fjärde högsta serienivån fram till 1986) och laget höll sig kvar i Värmlandsfyran fram till säsongen 1966. Laget återkom till division IV 1970 och vann då serien obesegrade. Seriesegern innebar uppflyttning till division III (sedan 2006 motsvarande motsvarande division I) och att Säffle FF första gången skulle ställas mot "storebror" Sifhälla i seriesammanhang.
Debutsäsongen i division III slutade med en sjätte plats, samtidigt som Sifhälla åkte ur serien och SFF därmed för första gången kunde titulera sig "bäst i stan". Vistelsen i trean blev dock kortvarig, laget degraderades 1972. Säsongen 1973 var laget nära att uppflyttas till division III men IK Viking vann Värmlandsfyran på bättre målskillnad. Värre gick det 1975 då Sifhälla för första gången sedan 1970 slutade ovan SFF i tabellen och laget dessutom föll ur division IV.
Det skulle sedan dröja ändå till säsongen 1984 innan Säffle FF återkom till division IV. Laget åstadkom en repris av 1970 då man vann serien som nykomling, efter en tät strid med Immetorps BK och KB Karlskoga. Sejouren i division III blev denna gång endast ettårig då laget slutade näst sist 1985.
Säffle FF höll sig sedan i fjärdedivision (från 1987 benämnd division III) till 1988 då man vann div. III Västra Svealand överlägset. Säsongen 1989 spelade följaktigt sin fjärde säsong i tredjedivisionen då man blev tionde lag i division II västra, säsongen efter åkte SFF ur division II och 1991 rasade man även ur division III. Laget återkom dock till trean redan till säsongen 1993, föll i kvalspelet till division II 1994 och åkte ur division III 1996. Säsongen 1997 fick man se sig passerade av Sifhälla, som vann Värmlandsfyran medan SFF slutade på tredje plats. Redan 1998 återställdes dock ordningen då SFF vann division IV medan Sifhälla åkte ur division III. Laget höll sig sedan i trean till 2003 då man åkte ur efter en sistaplats (samtidigt som nykomlingen Sifhälla klarade sig kvar).
Säsongen 2005 blev ett mörkt år för Säfflefotbollen. Till säsongen 2006 gjordes seriesystemet om (en ny nivå insköts mellan Superettan och division II), Säffle FF:s femteplats i division IV 2005 innebar nedflyttning till nya division IV (=sjättedivisionen), ett öde som även drabbade lokalrivalen Sifhälla. Laget höll sig sedan i Värmlandsfyran fram till 2013 då man vann serien efter en hård kamp med Kils AIK och Sifhälla. SFF höll sig sedan i division III 2014-2019, varefter division III-platsen uppläts åt Säffle SK.